# IC 2602

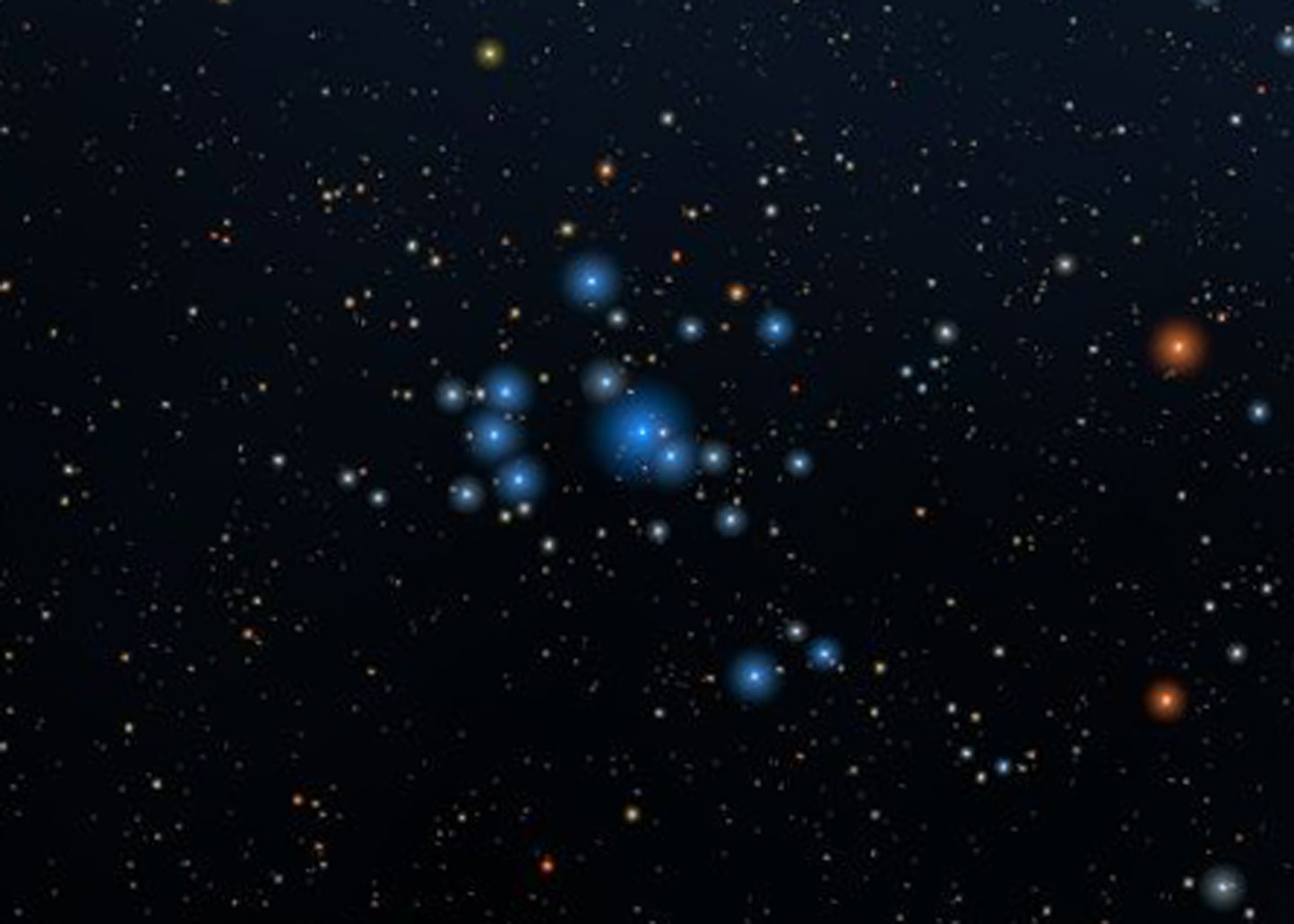
IC 2602.

IС 2602 (также известно как Скопление Теты Киля или Южные Плеяды) — рассеянное звёздное скопление в созвездии Киля. Оно было обнаружено и открыто Лакайлем в 1751 году из Южной Африки. Скопление находится на расстоянии 479 световых лет от Земли и может быть легко обнаружено невооружённым глазом. Южные плеяды (IC 2602) имеют суммарный видимый блеск +1.9, и блеск скопления составляет примерно 70 % от блеска Плеяд Тельца, и включает скопление в себя около 60 звёзд. Тета Киля, ярчайшая звезда рассеянного звёздного скопления, третья по звёздной величине звезда с блеском +2.74m. Все остальные звёзды скопления имеют блеск 5 и выше и невооружённым глазом не видны. Подобно северному аналогу в Тельце, Южные Плеяды занимают большую территорию на небе, диаметром порядка 50 угловых минут, лучше видно с помощью большого бинокля или телескопа. Согласно исследованиям, возраст скопления одинаков с возрастом рассеянного скопления IC 2391, и их возраст составляет 50 миллионов лет. В скоплениях обнаружено значительное количество лития, что указывает на его молодость.